# 羊角湾
羊角湾（ようかくわん）は熊本県天草市（天草下島）の南西部に位置する湾である。雲仙天草国立公園の中にある。

## 羊角湾の呼称について
・1823(文政 6)年　高濱村庄屋・上田宣珍(うえだ　よしうず、又は、よしはる)天草島鑑（叙文・本居太平）の記載では、「天草郡郷名志記 今志岐と書今の志岐組より大江組の半に懸り 井手組領組 則一郷なり　案るに 志岐﨑高崎魚貫﨑 此三ヶ所皆唐海に指向たる出鼻なり　高崎は高浜の内にて 高崎より海上十丁程西の洋中を 大ヶ瀬と云　高浜の内也　それより西南にあたり一里程隔り 小ヶ瀬と云石島あり　大江村の内なり　此二つの石島を 唐土人は羊角嶼と唱へ 渡海の節是を目当てに 崎津の湊に入事也　此事郷名には関はらされども 唐土人の名付し﨑故 爰に記す」とあり、羊角の地名所見と考えられる。ただし、羊角湾への転化の過程は不明である。
1899(明治36)年の海軍水路部測量では、大ケ瀬106尺=32.1ｍ、小ケ瀬84尺=25.5mとあるが、天草灘の波濤により、令和3年の国土地理院標高で大ケ瀬=14.4ｍ、小ケ瀬=19.0mに減少している。航海が交通手段であった時代では、高さ40m級が林立する大ケ瀬小ケ瀬は、まさしく羊の角として目標物になったと想像される。
・1935(昭和10)年　日本案内記・九州編　鐵道省　(日本陸軍内の鉄道軍事輸送部署) は、現在の鉄道旅行ガイドブックにあたり、九州編275ページに本渡・崎津・牛深の記事が見られ、羊角湾の地名初見と考えられる。いわゆる観光名所風に、羊角湾と命名され旅程を示した可能性が考えられる。
「崎津：本渡町から牛深への自動車によりて一町田乗換　釜に至り、それより發動機船による。船の行くところは羊角灣内で風景美がある。崎津は 江戸時代禁教令の下に 密に切支丹の信仰を續けて居た地として、また 僅かに いはゆる天草情調の残って居る地として知られて居る。」
戦後は、羊角湾の地名が一般的となり、鐡道省→内務省地理調査所→運輸省地理調査所→国土地理院系統の呼称で現在に至っている。
・1963(昭和38)年　紀行　天草駆けある記　熊本地学同好会誌では、以下の記事が見られる。
「軍ケ浦に至る海岸及び羊角湾の南には姫浦層群の砂岩頁岩層が40°±の角度で露出している。」
・1963(昭和38)年　天草島離島振興事業計画　羊角湾地域の開発　「羊角湾パイロットの総事業費は20億500万円。38年度に調査費300万円を予定。」ここでは、天草全体を離島として「天草島」としている。
・現在：国土地理院　＝　羊角湾

一方、海軍水路部の呼称については、崎津湾が継承されているようである。
・1878(明治11)年～1903(明治36)年　大日本海軍水路部｢天草列島及八代海｣＝崎津浦、早ノ浦
・1891(明治24)年　大日本海軍水路部＝﨑津灣
・1903(明治36)年　大日本海軍水路部｢九州北西部｣＝﨑津灣
・1904(明治37)年　南天草の炭鉱_序論(金原信康)＝崎津浦
・1930(昭和5)年～1933(昭和8)年　大日本帝国海軍水路部　｢九州｣＝崎津湾
戦後は、崎津浦・崎津湾が一部継承されており、大日本海軍水路部→運輸省→海上保安庁系統が使用する呼称で現在に至っている。ここでは、崎津湾・浦内浦あるいは羊角湾が、混在している。
・1974(昭和49年)年　地質調査所月報（第25巻　第5号）「崎津湾は，浦内浦あるいは羊角湾とも呼ばれる」
・2015(平成27)年　地理科学 vol．70 ・l pp ．1−21，2015
熊本県天草市崎津における漁村景観維持の背景保全活動と生業変化に着目して(鎧塚典子・山本祐大・島英浩・形田夏実・吉田国光)　「崎津地区は羊角湾浦内浦の西部に位置し，地区の前面には海，背面には山が広がっている。1896（明治29）年に崎津村と今富村が合併して富津村崎津となった。」
・2016(平成28)年　第十管区水路情報　★28年13項　九州西岸―崎津湾　架空送電線設置

また、陸軍陸地測量部の呼称については、浦内浦が使用されていたようである。
・1901(明治34)年測圖1932(昭和7年)要部修正　大日本帝国陸軍陸地測量部＝浦内浦
・1930(昭和5)年　地理教材としての地形図・天草下島　第14巻第4號＝浦内灣　(軍ケ浦・崎津浦・早浦・亀浦)
戦後は、旧来の呼称が一部の専門図書や地元関係者の中で残されていたが、現在は、ほとんど使用されていない。
・1943(昭和18)年　U.S.Navy　Imperial Land Survey＝Urauchi-ura　Kame-ura　(米・テキサス大学図書館デジタルアーカイブ)
・1947(昭和22)年　牛深炭坑概査（高井保明）＝浦内浦
・1957(昭和32)年4月　九州炭鉱分布図　福岡通商産業局石炭部・日本石炭協会九州支部＝浦内浦　(旭無煙炭礦積出港：水越港、今富炭礦積出港：小島港)
・1982(昭和57)年　在熊天草同郷会会報第1号　「浦内浦の湾口にある軍ケ浦」＝浦内浦

## 地理
面積は11.28km2で、最大水深は21mである。西海岸の湾口で天草灘（東シナ海）に通じる。山がちな地形の中に深く複雑に入り込んだリアス式海岸をなし、亀浦・早浦などの肢湾にわかれた形が羊の角に似ていることからその名が付いた。穏やかな内海であることを利用して真珠の養殖などが行われており、またチヌ（クロダイ）をはじめとする釣りの好適地としても知られる。干潟には絶滅危惧種の貝類・甲殻類・塩性湿地植物など80種以上が棲息している。

## キリスト教文化

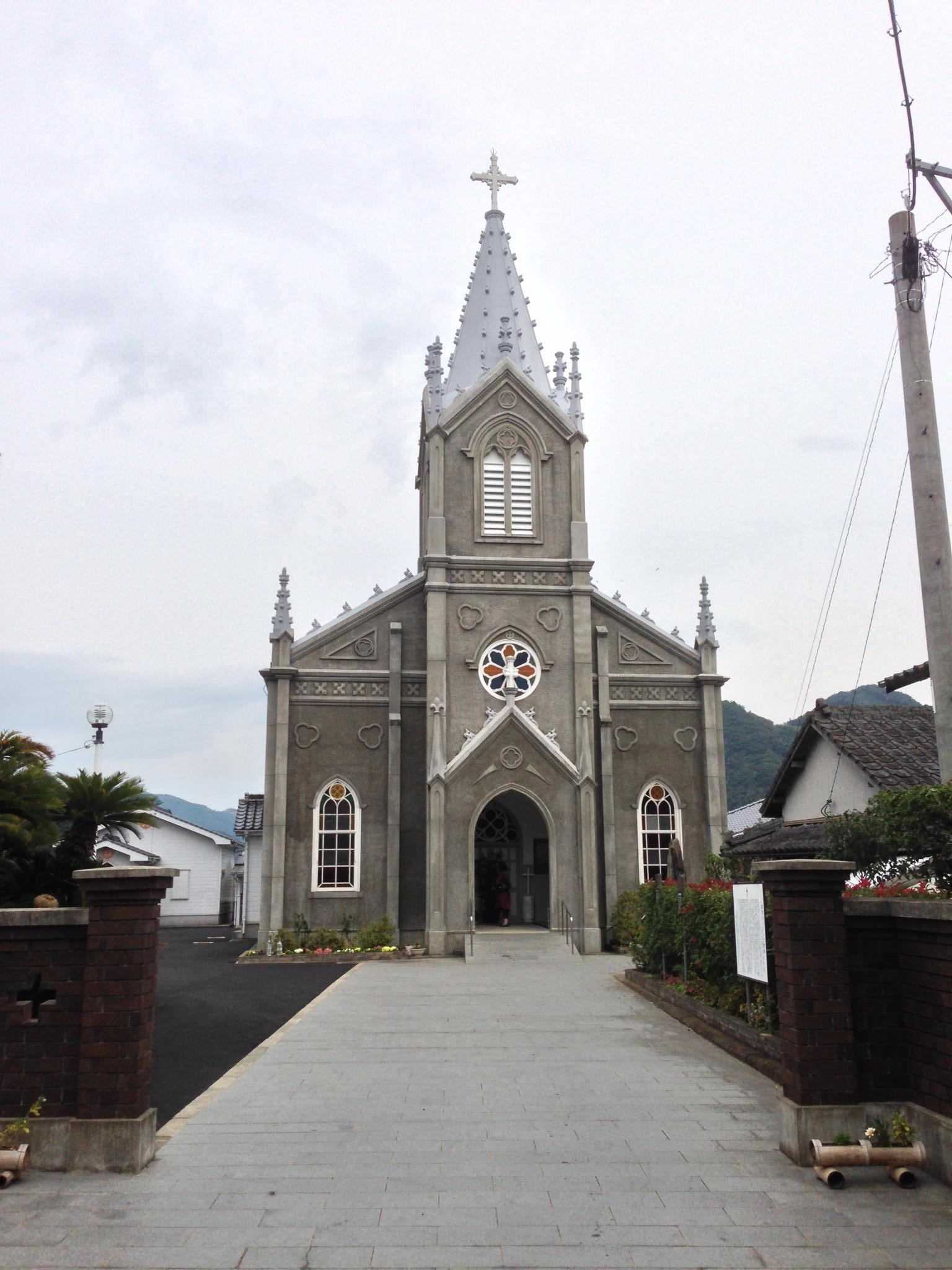
崎津天主堂

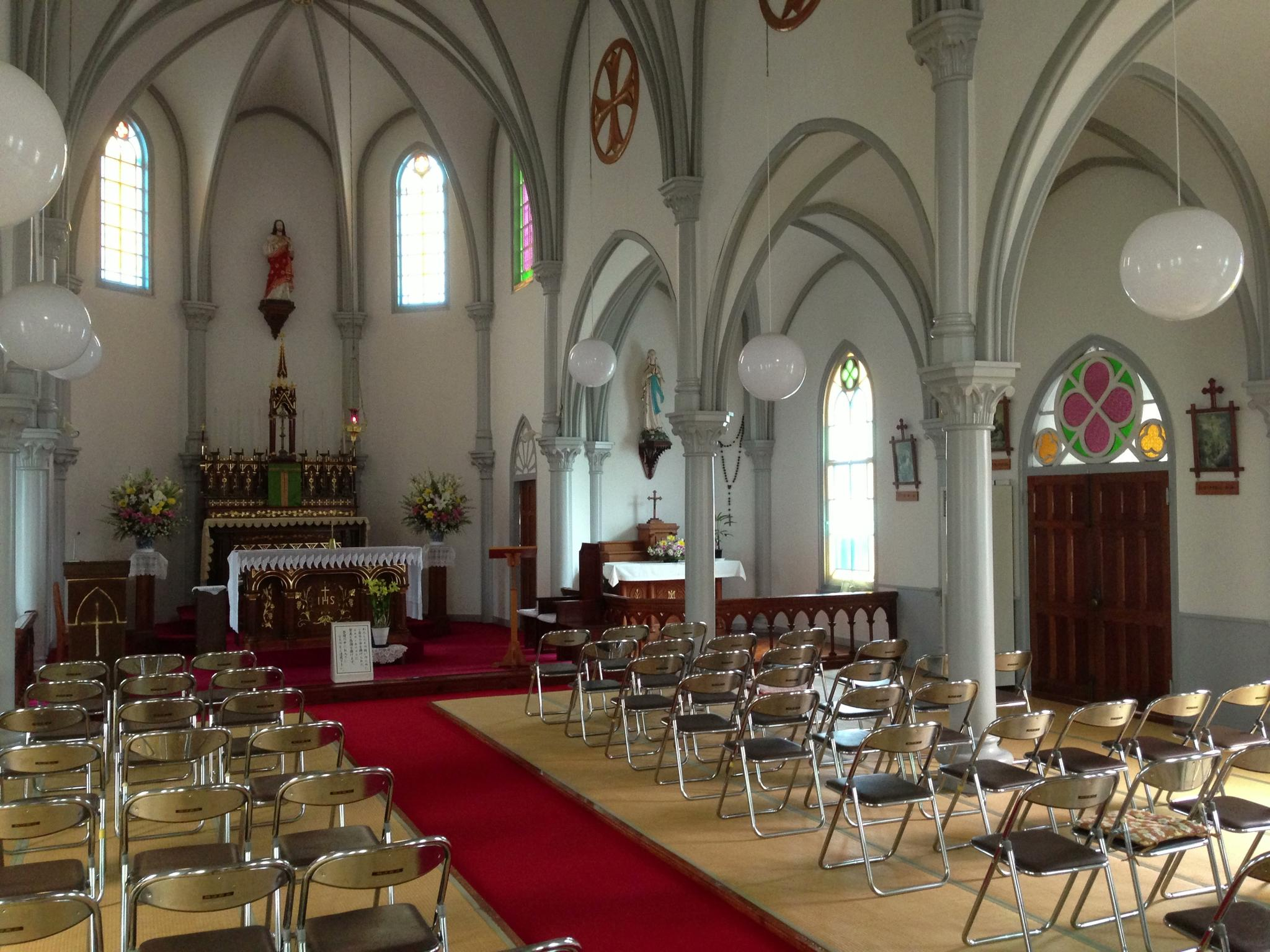
崎津天主堂

天草は16世紀後半にキリスト教が広まった土地で、湾奥の河浦地区には天草コレジヨ（大学・学林）が建てられて神学・哲学・語学教育が行われた。またグーテンベルク式印刷機によって『平家物語』『伊曾保物語』『羅葡日辞典』等の印刷物（天草本）も刊行されるなど、天草キリシタン文化の中心であったとされる。
湾内の小さな入江の漁村・崎津には、昭和9年（1934年）に建てられた崎津天主堂がたたずむ。キリスト教禁制が解かれた明治の初めに御堂が建てられ、現在の天主堂は3代目の建物。天草西海岸を望む大江天主堂とともに鉄川与助の設計である。ゴシック様式の天主堂の正面はコンクリート造りだが、後部は木造、内部は教会建築では珍しい畳敷きになっている。近くの丘の上にある「チャペルの鐘展望公園」からは、崎津地区や羊角湾、天草灘を一望することができる。崎津天主堂やこの地区の風景は、「重要文化的景観」、「日本の渚百選」、「かおり風景百選」、「未来に残したい漁業漁村の歴史文化財産百選」に選ばれている。

## 羊角湾干拓事業
南天草は耕地面積が少なく、降雨の時期的偏りもあって農業経営が零細で不安定なものであったことから、1974年（昭和49年）に湾奥の早浦を閉め切って農地と淡水湖にする国営干拓事業が始まった。しかし、漁業者との対立や農業情勢の変化に伴う入植希望者の減少と未利用地・耕作放棄地の増加、自然環境保護の世論などから、1997年（平成9年）に干拓事業は廃止となった。積み上げられた総延長433mの捨て石は残されたままで、干潮時に現れる。

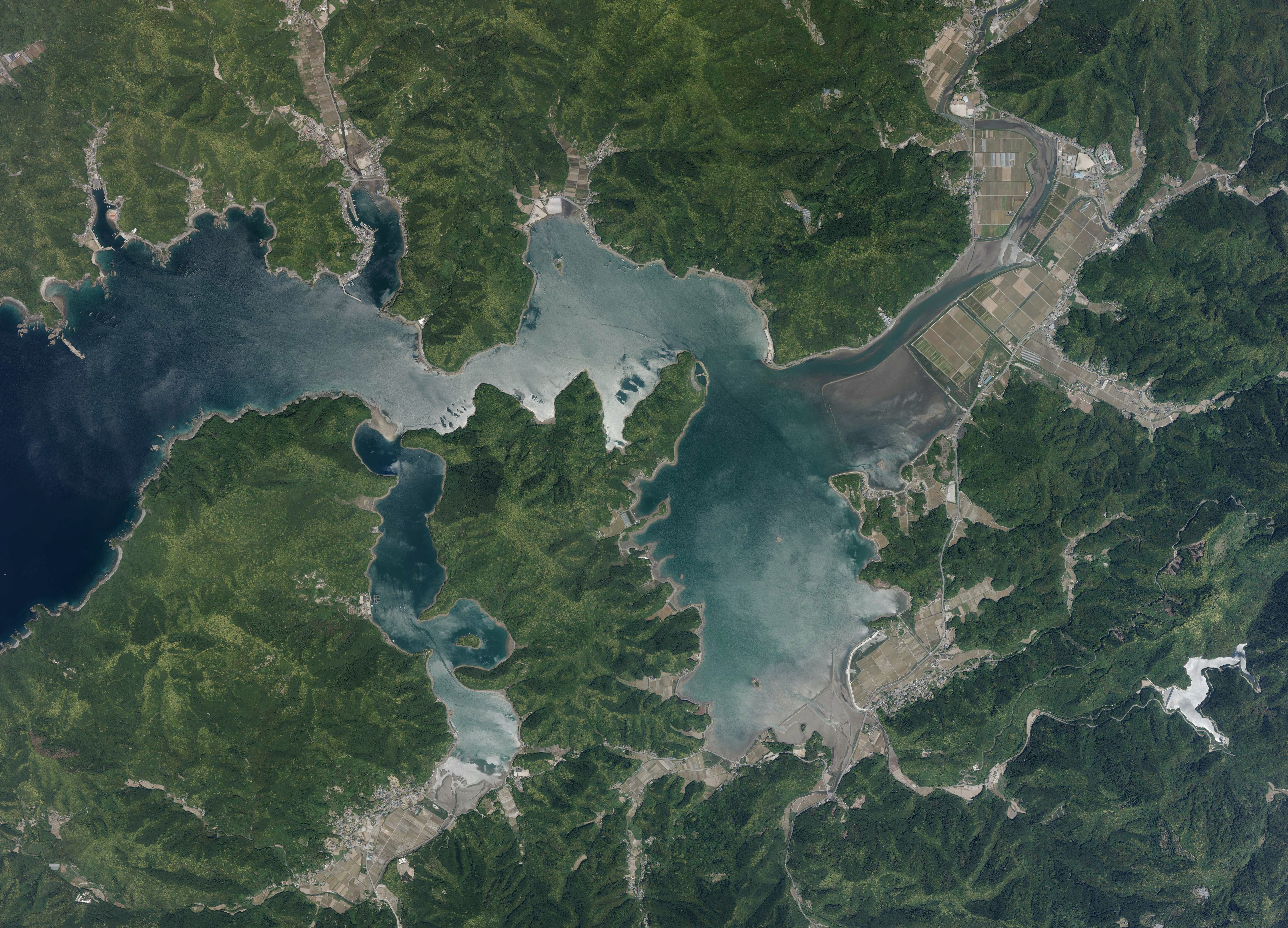
羊角湾周辺の空中写真。
。2014年撮影の8枚を合成作成。